# (2020) Ukko
(2020) Ukko és un asteroide del cinturó principal descobert per l'astrònom Yrjö Väisälä en 1936 des de l'observatori d'Iso-Heikkilä, Turku, Finlàndia.
Porta el seu nom en honor d'Ukko, el déu suprem de la mitologia finesa, mestre dels trons i els llampecs (equivalent al déu Thor dels vikings i al Zeus grec).
(2020) Ukko pertany a la família Eos.
S'estima que té un diàmetre de 21,52 ± 1,8 km. La seva distància mínima d'intersecció de l'òrbita terrestre és d'1,83312 ua. El seu TJ és de 3,214.
Les observacions fotomètriques recollides d'aquest asteroide mostren un període de rotació de 25,47 hores, amb una variació de lluentor de 11,2 de magnitud absoluta.